# Semi Ajayi
Oluwasemilogo Adesewo Ibidapo Ajayi, född 9 november 1993, mer känd som Semi Ajayi, är en engelsk-nigeriansk fotbollsspelare som spelar för West Bromwich Albion.

## Klubbkarriär
Den 20 juli 2019 värvades Ajayi av West Bromwich Albion, där han skrev på ett fyraårskontrakt.

## Landslagskarriär
Ajayi debuterade för Nigerias landslag den 8 september 2018 i en 3–0-vinst över Seychellerna, där han blev inbytt i den 74:e minuten mot Chidozie Awaziem.